# 2 Lava 2 Lantula!
2 Lava 2 Lantula! è un film televisivo del 2016, diretto da Nick Simon e trasmesso per la prima volta su Syfy il 6 agosto 2016.
Si tratta del sequel del film Lavalantula, spin-off della serie di film Sharknado.

## Trama
Un'eruzione vulcanica in Florida risveglia un nido di ragni sputa fuoco che iniziano a seminare morte e terrore in tutto lo stato, compresa la spiaggia dove la giovane Raya West si trova in vacanza con alcuni amici. Colton West, padre della ragazza e famoso attore cinematografico che ha già avuto a che fare in passato con questo tipo di aracnidi, abbandona le riprese del suo ultimo film per partire alla volta della Florida per poter salvare sua figlia.